# Filmkitt

Filmkittprodukte

Filmkitt ist der überlieferte Begriff für bei der Filmmontage verwendetes Klebemittel. Tatsächlich handelt es sich nicht um eigentlichen Kitt, wie er sonst beim Fügen gebraucht wird, sondern um ein Gemisch von Lösungsmitteln für den Film mit klebenden Zusätzen, wie aufgelöstem Filmträger oder Zaponlack.
Mit dem weltweiten Wechsel vom brennbaren zum Sicherheitsfilm Anfang der 1950er Jahre hat man auch für Filmkitt neue Rezepte ausprobiert. Die kittenden Bestandteile sind weggelassen worden. Heute ist Filmkitt ein Gemisch von Lösungsmitteln.
Das Hauptlösungsmittel für Cellulosenitratfilm ist Isoamylacetat, so gefunden 1882 von John H. Stevens. Das Hauptlösungsmittel für Celluloseacetatfilm ist Methylenchlorid (Dichlormethan). Daneben kennt man Propanon, 2-Butanon, Dioxan, Ethylacetat und andere. Lange Jahre wurde die Giftigkeit der Chemikalien nicht diskutiert. Aber selbst heute noch werden nierenschädigende und krebserregende Substanzen verwendet. Ein in dieser Hinsicht unbedenklicher Filmkitt ist seit dem Jahr 2000 auf dem Markt.
Filmkitt oder Filmklebemittel sollten in kleinen Mengen gekauft und verbraucht werden. Bei der Montage von wertvollen Originalen kann man keinen Kompromiss eingehen: Das Negativ muss beim Lauf durch die Kopiermaschine halten, und zwar wie unverletzter Film: biegsam, ohne Blasen, ohne Verdickung.
Es gibt frischen Film und älteren, der unter Umständen verhornt, spröde wird, chemisch zerfällt. Entsprechend sollte ein Filmkitt ausgesucht werden, damit man haltbare Spleiße herstellen kann. Zu diesem Zweck kann man mit rasch und langsamer abbindenden Produkten; mit kalter oder geheizter Klebepresse; mit Klebepressen mit festen und solchen mit elastischen Druckstegen arbeiten.

## Einige Filmkitthersteller
- Agfa-Gevaert
- Eastman-Kodak
- Ciba
- Wittner Cinetec